# Verbond van Belgische Niet-industriële Ondernemingen
Het Verbond van Belgische Niet-industriële Ondernemingen (VBNIO), in het Frans Fédération des Entreprises Non-industrielles de Belgique (FENIB), was een Belgische werkgeversorganisatie.

## Historiek
De organisatie werd opgericht in 1953 onder de naam Verbond der Werkgevers van Handel, Banken en Verzekeringen (Frans: Fédération des Employeurs du Commerce, des Banques et des Assurances). In 1957 werd de organisatie omgevormd tot het Verbond van Belgische Niet-industriële Ondernemingen.
Op 1 januari 1973 fusioneerde de organisatie met het Verbond der Belgische Nijverheid (VBN) tot het Verbond van Belgische Ondernemingen (VBO).

## Bestuur
| Periode | Voorzitter                    |
| ------- | ----------------------------- |
| ? - ?   | Jean de Cooman d’Herlinckhove |